# クレヴァ
クレヴァ（ベラルーシ語: Крэва、発音 [ˈkrɛva]、リトアニア語: Krėva、ロシア語: Крéво）とは、ベラルーシのフロドナ州のスマルホニ地区に属する村である。ポーランド語ではクレヴォ（ポーランド語: Krewo）。
村の名前はクリヴィチ族の名前に由来する。

## 歴史
リトアニア大公ゲディミナス（1275年 - 1341年）の治世に、村の近郊にクレヴァ城が建てられたと考えられている。1382年にリトアニア大公ケーストゥティスは内戦の中でクレヴァに投獄され、甥のヨガイラの命令で殺害された。
1385年にクレヴァ近郊のクレヴァ城で「クレヴォ合同」として知られる契約が締結され、リトアニア大公となったヨガイラとポーランド女王ヤドヴィガの結婚が取り決められた。1387年にヨガイラはリトアニアに最初のキリスト教区を設置し、今日では聖マリア教会として知られる教会を建立した。
第一次世界大戦ではクレヴァは最前線となり、クレヴァ城の遺構も著しい被害を受けた。第二次世界大戦の前、クレヴァには500人のユダヤ人が住んでいた。ドイツ兵が町を占領した後、ユダヤ人はゲットーに収容され、過酷な条件下で奴隷と同じように使役された。1942年に彼らはヴィリニュスとアシュミャヌィに設置されていたゲットーに移送された。

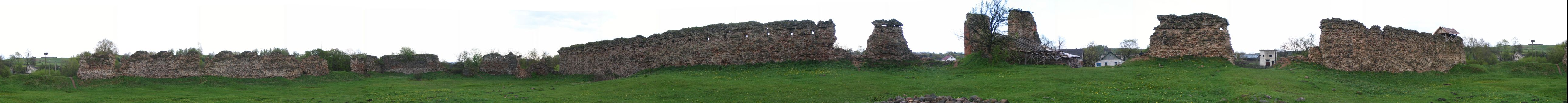
クレヴァ城の遺構